# Juan David Díaz Sánchez
Juan David Díaz (Calarcá, Quindío, Colombia; 27 de marzo de 1997) es un futbolista profesional colombiano, se desempeña en el terreno de juego como defensa lateral y mediocampista ofensivo; su actual equipo es el Cibao FC de la Liga Dominicana de Fútbol.

## Clubes
| Club                  | País                 | Año             |
| --------------------- | -------------------- | --------------- |
| Boyacá Chicó          | Colombia             | 2016 - 2020     |
| Delfines del Este FC  | República Dominicana | 2020            |
| San Francisco FC      | Panamá               | 2021            |
| Club Atlético Pantoja | República Dominicana | 2021            |
| Cibao FC              | República Dominicana | 2022 - Presente |

## Estadísticas
| Club                                         | Temporada           | Liga  | Liga  | Copa Nacional | Copa Nacional | Copa Internacional | Copa Internacional | Total | Total | Prom. · |
| Club                                         | Temporada           | Part. | Goles | Part.         | Goles         | Part.              | Goles              | Part. | Goles | Prom. · |
| -------------------------------------------- | ------------------- | ----- | ----- | ------------- | ------------- | ------------------ | ------------------ | ----- | ----- | ------- |
| Boyacá Chicó · Colombia                      | 2016                | 5     | 0     | 0             | 0             | -                  | -                  | 5     | 0     | 0,00    |
| Boyacá Chicó · Colombia                      | 2017                | 15    | 0     | 2             | 0             | -                  | -                  | 17    | 0     | 0,00    |
| Boyacá Chicó · Colombia                      | 2018                | 20    | 0     | 0             | 0             | -                  | -                  | 20    | 0     | 0,00    |
| Boyacá Chicó · Colombia                      | 2019                | 8     | 2     | 0             | 0             | -                  | -                  | 8     | 2     | 0,25    |
| Boyacá Chicó · Colombia                      | 2020                | 1     | 0     | 0             | 0             | -                  | -                  | 1     | 0     | 0,00    |
| Boyacá Chicó · Colombia                      | Total               | 49    | 0     | 2             | 0             | 0                  | 0                  | 51    | 0     | 0,05    |
| Delfines del Este · República Dominicana     | 2020                | 5     | 0     | 0             | 0             | -                  | -                  | 5     | 0     | 0,00    |
| San Francisco · Panamá                       | 2021                | 12    | 1     | -             | -             | 0                  | 0                  | 12    | 1     | 0,83    |
| Club Atlético Pantoja · República Dominicana | 2021                | 24    | 18    | -             | -             | 0                  | 0                  | 24    | 18    | 0       |
| Cibao Fútbol Club · República Dominicana     | 2022                | 25    | 11    | -             | -             | 0                  | 0                  | 25    | 11    | 0       |
| Cibao Fútbol Club · República Dominicana     | 2023                | 11    | 4     | -             | -             | 0                  | 0                  | 11    | 4     | 0       |
| Cibao Fútbol Club · República Dominicana     | 2024                | 32    | 14    | -             | -             | 7                  | 2                  | 39    | 16    | 0       |
| Cibao Fútbol Club · República Dominicana     | 2025                | 9     | 2     | -             | -             | 1                  | 1                  | 10    | 3     | 0       |
| Cibao Fútbol Club · República Dominicana     | Total               | 77    | 31    | 0             | 0             | 8                  | 3                  | 85    | 34    | 0       |
| Total en su carrera                          | Total en su carrera | 167   | 53    | 2             | 0             | 8                  | 3                  | 177   | 56    | 0       |

## Palmarés

### Campeonatos nacionales
| Título    | Club         | País     | Año  |
| --------- | ------------ | -------- | ---- |
| Primera B | Boyacá Chicó | Colombia | 2017 |

### Distinciones individuales
| Distinción                                          | Año  |
| --------------------------------------------------- | ---- |
| Goleador de la Liga Dominicana de Fútbol (18 goles) | 2021 |